# Baten Kaitos Origins
Baten Kaitos Origins (jap. バテン・カイトスII 始まりの翼と神々の嗣子 Baten Kaitos II: Hajimari no Tsubasa to Kamigami no Shishi) ist ein japanisches Computer-Rollenspiel. Es handelt sich um den Nachfolger des 2003 erstveröffentlichten Spiels Baten Kaitos: Die Schwingen der Ewigkeit und der verlorene Ozean. Wie der Vorgänger wurde auch Origins gemeinsam von den beiden japanischen Studios Monolith Soft sowie tri-Crescendo entwickelt. Nintendo brachte es in Japan und Nordamerika 2006 für den Nintendo GameCube heraus; in Europa hingegen kam das Spiel nicht auf den Markt.
Obwohl Baten Kaitos Origins ein Nachfolger ist, handelt es sich in Hinblick auf die Handlung um ein Prequel, da diese 20 Jahre vor den Ereignissen aus dem ersten Baten Kaitos spielen. Als Protagonist der Handlung fungiert Sagi aus dem Imperium Alfard. Einige aus dem Vorgänger bekannte Charaktere tauchen wieder auf, sind aber jünger. Das Spielprinzip des Vorgängers wurde größtenteils übernommen, so auch das karten- und rundenbasierte Kampfsystem, das aber an einigen Stellen überarbeitet und vereinfacht wurde.

## Entwicklung
Aufgrund der großen Beliebtheit von Baten Kaitos bei den Fans entschieden sich die Entwickler, einen Nachfolger zu entwickeln. Die Arbeiten an diesem dauerten 18 Monate lang an. Etwa 50 Entwickler waren beteiligt, wobei Monolith Soft hauptsächlich für Design und tri-Crescendo eher für Programmierung und Sound zuständig war. Yasuyuki Honne bekleidete zusammen mit Hiroya Hatsushiba die Rolle des Directors. Honne war außerdem Grafikleiter des Spiels und gestaltete die Karten, während Hatsushiba den Sound programmierte. Die Handlung des Spiels stammt aus der Feder von Koh Kojima und Motoi Sakuraba komponierte den Soundtrack. Die Produzenten des Spiels waren Shinji Noguchi von Namco Bandai, Katsumi Miyazaki von Monolith Soft, Studiopräsident Hirohide Sugiura sowie Nintendo-Präsident Satoru Iwata (ausführender Produzent).
Baten Kaitos Origins wurde von der japanischen Famitsu im September 2005 enthüllt.
Ursprünglich sollte der Titel in Japan im Dezember erscheinen, wurde dann aber auf 2006 verschoben. Zu dieser Zeit wurde bereits der GameCube-Nachfolger Wii auf den Markt gebracht. Da die Entwicklung von Origins bereits sehr fortgeschritten war, entschied man sich gegen eine Wii-Portierung und beließ das Projekt auf dem GameCube. Außerdem halte Monolith Soft die Konsole für eine besondere Hardware, für die man neue und von Grund auf erdachte Ideen benötige.

## Rezeption
Aus 21 Wertungen hat die Website Metacritic eine Durchschnittswertung für Baten Kaitos Origins von 75/100 Punkten ermittelt. Mark Bozon von IGN gab dem Spiel eine Wertung von 8,3/10 Punkten. Er beurteilte das Spiel als grafisch abwechslungsreich und dem Originalspiel getreu. Das ungewöhnliche Kampfprinzip mache das Spiel jedoch nicht für jedermann geeignet. Daher könne er keine allgemeingültige Kaufempfehlung für das Spiel abgeben. Fans des ersten Baten Kaitos dürften sich auf den Nachfolger freuen, denn Origins behalte den Schwierigkeitsgrad bei, biete eine bessere Handlung und eine längere Spielzeit. GameSpot bewertete Baten Kaitos Origins mit 7,5 von 10 Punkten. Bethany Massimilla lobte die Handlung, die die Ursprünge der Baten Kaitos-Spielwelt gut erzähle, sowie den Umfang und das Karten-Kampfsystem. Massimillas hauptsächlichen Kritikpunkte waren der teils sehr hohe Schwierigkeitsgrad einiger Bosskämpfe, das an einigen Stellen verwirrende Leveldesign sowie die Notwendigkeit, ständig sein Kartendeck verwalten zu müssen.

### Verkaufszahlen
Da sich der GameCube zur Veröffentlichung von Baten Kaitos Origins 2006 am Ende seiner Lebensspanne befand, fiel der japanische Marktstart für das Spiel schlecht aus. Schätzungen zufolge verkaufte sich das Spiel weltweit insgesamt 100.000 Mal; davon sollen in Amerika 60.000 Spiele verkauft worden sein. Laut Media Create wurde Baten Kaitos Origins in Japan 2006 insgesamt knapp 27.000 Mal gekauft.